# Le Versoud
Le Versoud település Franciaországban, Isère megyében. Lakosainak száma 4940 fő (2022. január 1.). Le Versoud La Combe-de-Lancey, Domène, Saint-Ismier, Saint-Jean-le-Vieux, Villard-Bonnot és Revel községekkel határos.

## Népesség
A település népességének változása:
| Lakosok száma | 1675 | 2217 | 2995 | 4309 | 4681 | 4768 | 4818 | 4933 | 4991 | 4940 |
|               | 1968 | 1982 | 1990 | 2006 | 2013 | 2015 | 2017 | 2019 | 2020 | 2022 |